# Eriogonum sphaerocephalum
Eriogonum sphaerocephalum är en slideväxtart som beskrevs av David Douglas och George Bentham. Eriogonum sphaerocephalum ingår i släktet Eriogonum och familjen slideväxter.

## Underarter
Arten delas in i följande underarter:
- E. s. fasciculifolium
- E. s. halimioides
- E. s. sublineare